# Xavier Mas de Xaxàs
Xavier Mas de Xaxàs (Barcelona, 1964) és un periodista català.
Llicenciat en Ciències de la Informació per la Universitat Autònoma de Barcelona i en Història Contemporània per la Universitat Central de Barcelona, començà a dedicar-se al periodisme com a becari a Europa Press, d'on va passar a La Vanguardia, diari en el qual treballa des de l'any 1988 i del qual va ser corresponsal als Estats Units entre 1996 i 2002. Durant aquest període va cobrir històries com la de l'escàndol Lewinsky, les eleccions de 2000 que es van decidir al Tribunal Suprem, i els atemptats de l'11-S. Durant la seva carrera ha cobert, sobretot, informació internacional, com la caiguda del mur de Berlín o la unificació alemanya, el conflicte dels Balcans, la primera guerra del Golf al Kurdistan, així com Rússia i Txetxènia formen part del seu bagatge periodístic. Actualment, treballa com a reporter d'informació local i analista a La Vanguardia i a altres mitjans. Fruit de la seva experiència americana és l'assaig La Sonrisa americana: una meditación sobre el imperio estadounidense (Mondadori, 2003). També alimenta un bloc en el lloc web de La Vanguardia.
El 2019 va rebre el Premi de Periodisme Europeu Salvador de Madariaga, convocat per l'Associació de Periodistes Europeus (APE), la Representació a Espanya de la Comissió Europea i l'Oficina a Madrid del Parlament Europeu.

## Publicacions
- "Reportatge: Els orígens desconeguts de Jacques Arias". A: Capçalera: revista del Col·legi de Periodistes de Catalunya, ISSN 1135-1047, Núm. 162, 2013, pàg. 60-65.
- "La nova generació. Els xefs dels restaurants Gresca, Coure i Embat signen la nova cuina urbana de Barcelona". A: Cuina: menjar, beure, viure, ISSN 2172-685X, Núm. 98, 2009, pàg. 68.
- Els Hispans als EUA [Enregistrament de vídeo] (2006)
- Mentiras: viaje de un periodista a la desinformación (2005)
- La Sonrisa americana: una meditación sobre el imperio estadounidense (2003)